# ميت سلسيل (مركز)
مركز ميت سلسيل مركز إداري مصري. يقع في محافظة الدقهلية الواقعة في جمهورية مصر العربية. القاعدة الإدارية للمركز هي مدينة ميت سلسيل. أنشئ المركز في 24 مايو 1995، ويرأسه اليوم حاتم قابيل.

## السكان
بلغ عدد سكان المركز 82,196 نسمة في تقدير يوليو 2024 أكثرهم حضر، عدد الرجال منهم 41,392 والنساء 40,804 نسمة.
| السنة  | 1996   | 2006   | 2017   | 2024   |
| ------ | ------ | ------ | ------ | ------ |
| المركز | 52,395 | 62,658 | 73,001 | 82,196 |